# Mars 6
Mars 6 (rusky Марс 6) byla sovětská sonda k planetě Mars vyslaná roku 1973. Byla označena v katalogu COSPAR jako 1973-052A. Mise se zdařila jen částečně.

## Cíl mise
Sověti během třech týdnů vypustili krátce po sobě čtyři sondy, všechny nasměrované na Mars. Sonda Mars 6 byla třetí z této čtveřice a její program byl obdobný ostatním: vytvořit družici planety a pořídit fotografie, případně provést různá vědecká měření.

## Konstrukce sondy
Oproti sondám Mars 1 – 3 tuto vyprojektoval a postavil NPO Lavočkina. Hmotnost byla 3260 kg. I tato (stejná jako Mars 4 a 5) byla tříose orientovaná typu M-73S (3MP, výr. č. 50P), Při rozevřených slunečních panelech dosahovala šíře 5,9 metru s průměrem základny 2 metry. Ve spodní části byl usazen motor a palivové nádrže. Vně sondy byla rozmístěna série antén. Sonda byla vybavena snímkovacími kamerami a řadou vědeckých přístrojů, např. několika fotometry či řadou snímacích čidel. Většina přístrojů byla určena pro práci na orbitě planety.

## Průběh letu
Odstartovala v podvečer dne 5. srpna 1973 z kosmodromu Bajkonur s pomocí rakety Proton K/D. Nejdříve se dostala na tzv. parkovací, tedy oběžnou dráhu Země, odkud po zapálení posledního stupně nosné rakety odletěla směrem k Marsu.
Po osmi dnech letu 13. srpna 1973 po pokynu z řídícího střediska byla provedena korekce dráhy. K Marsu dolétla po 8 měsících letu. Dne 12. března 1974 došlo k další korekci dráhy, krátce předtím téhož dne se ve vzdálenosti 48 000 km od Marsu oddělilo pouzdro, které s pomocí svého motorku zahájilo sestup k povrchu. Brzděno bylo jednak aerodynamicky, 145 sec také díky padáku a právě během této krátké doby vyslalo výsledky měření v atmosféře. Vysílání na Zemi bylo provedeno prostřednictvím sondy. Krátce před dopadem na povrch planety se spojení přerušilo.
Samotná sonda již bez pouzdra proletěla 1600 km nad planetou a pokračovala v letu po heliocentrické dráze.